# Húbris

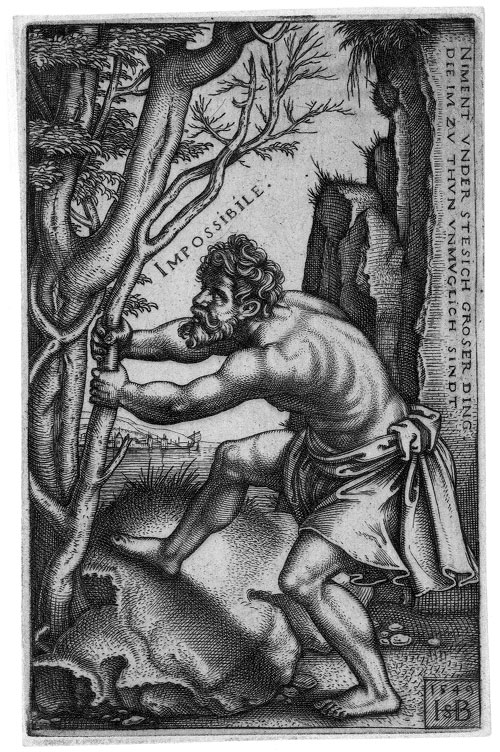
O conceito do impossível Das Unmögliche (em latim Imposibile) aqui nesta gravura de Hans Sebald Beham visto em um representação personificada, produzido em cobre na região da atual Alemanha em 1549. A advertência em língua alemã antiga porém compreensível ainda hoje, reza para que a pessoa nunca se proponha fazer aquilo que lhe seja impossível conseguir: Niment under stesich groser Ding, die im zu thun unmuglich sindt.

A húbris ou hybris (em grego ὕβρις, "hýbris") é um conceito grego que pode ser traduzido como "tudo que passa da medida; descomedimento" e que atualmente alude a uma confiança excessiva, um orgulho exagerado, presunção, arrogância ou insolência (originalmente contra os deuses), que com frequência termina sendo punida. Na Antiga Grécia, aludia a um desprezo temerário pelo espaço pessoal alheio, unido à falta de controle sobre os próprios impulsos, sendo um sentimento violento inspirado pelas paixões exageradas, consideradas doenças pelo seu caráter irracional e desequilibrado, e concretamente por Até (a fúria ou o orgulho). Opõe-se à sofrósina, a virtude da prudência, do bom senso e do comedimento.
| “ | Aquele a quem os deuses querem destruir, primeiro deixam-no louco. | ” |

## A húbris na antiguidade
Aristóteles definiu húbris como uma humilhação para a vítima, não por causa de qualquer coisa que tenha acontecido ou que ela tenha feito ou pudesse fazer contra você, mas meramente por descaso seu em relação a ela. Húbris não é o acerto de contas por erros cometidos - isso é vingança. Húbris é o descaso que alguém tem pelos outros, ou pelos deuses, achando que pode fazer tudo que quiser. 
A  húbris é relacionada ao conceito de moira, que em grego significa 'destino', 'parte', 'lote' e 'porção' simultaneamente. O destino é o lote, a parte de felicidade ou desgraça, de fortuna ou desgraça, de vida ou morte, que corresponde a cada um em função da sua posição social e da sua relação com os deuses e os homens. Contudo, o homem que comete húbris é culpável de desejar mais daquilo que lhe foi concedido pelo destino. O castigo dos deuses para a húbris é a nêmesis, que tem como efeito fazer o indivíduo retornar aos limites que transgrediu.
| “ | Podes observar como a divindade fulmina com os seus raios os seres que sobressaem demais, sem permitir que se jactem da sua condição; por outro lado, os pequenos não despertam as suas iras. Podes observar também como sempre lança os seus dardos desde o céu contra os maiores edifícios e as árvores mais altas, pois a divindade tende a abater todo o que descola em demasia. | ” |

A concepção da húbris como infração determina a moral grega como uma moral da mesura, a moderação e a sobriedade, obedecendo o provérbio pan metron, que significa literalmente 'à medida de todas as coisas', ou melhor ainda 'nunca demais' ou 'sempre bem'. O homem deve continuar sendo consciente do seu lugar  no universo, é dizer, ao mesmo tempo da sua posição social numa sociedade hierarquizada e da sua mortalidade ante os imortais deuses.
A húbris é um tema comum na mitologia, as tragédias gregas e o pensamento pré-socrático, cujas histórias incluíam com frequência protagonistas que sofriam de húbris e como consequência da sua transgressão eram castigados pelos deuses (o qual não  necessariamente implica um desfecho trágico). A tragédia ocorre com a ultrapassagem do metron pelo homem, uma transgressão contra a ordem social e, portanto, contra os deuses imortais: a hybris. Isto origina a nêmesis, o ciúme divino, provocando que seja lançada contra o herói a Até, a cegueira da razão. Ele virá a ser subjugado sem apelo pela moira, o destino cego.
Na Teogonia de Hesíodo, as diferentes raças de homens (de bronze, de ferro, et cétera) vão sucedendo-se enquanto as anteriores são condenadas pela sua húbris. Em certo jeito, a infração de Agamemnon no primeiro livro da Ilíada é relacionada com a húbris, por ter despojado Aquiles da parte da pilhagem que lhe deveria corresponder por justiça. Pela sua vez, Heráclito amostra a húbris como o assinalamento de uma infração para o Nous ou deus legal: «O sol não traspassará as suas medidas, pois se não será descoberto pelas Erínias, assistentes da Dice.» Porém, Heráclito acredita que enquanto haja discórdia, poderão as partes  fundir-se no Um. Portanto aqui a húbris é um fluir de opostos, fazendo possível a vida.
Havia também uma deusa chamada Hybris, a personificação do anterior conceito: insolência e falta de moderação e instinto. Hybris passava a maior parte do tempo entre os mortais. Segundo Higino era filha de Érebo e a Noite, atribuindo outros autores a maternidade de Coros, o daimon do desdém.
No direito grego, a húbris refere-se com maior frequência à violência ébria dos poderosos para os débeis. Na poesia e a mitologia, o término foi aplicado àqueles indivíduos que se consideram iguais ou superiores aos deuses. A húbris era com frequência o 'trágico erro' ou hamartia das personagens dos dramas gregos.

### Exemplos de húbris
Personagens mitológicas gregas e romanos castigadas pela sua húbris:
| - Agamemnon - Aracne - Belerofonte - Cassandra - Ciniro - Creonte - Eco | - Édipo - Efialtes - Egisto - Euforbo - Heitor - Herácles | - Jasão - Laio - Mársias - Minos - Narciso - Níobe | - Odisseu - Orestes - Oto - Páris - Penteu - Prometeu | - Quione - Salmoneu - Sísifo - Tâmiris - Tirésias - Térsites |

O castigo por arrogância também aparece como um tema na Bíblia:
- Adão e Eva são tentados a ser como Deus e por isso expulsos do Jardim do Éden.
- A Torre de Babel foi erigida para chegar ao céu, mas Deus a destruiu.

## A húbris atualmente
O historiador britânico Arnold J. Toynbee, no seu volumoso Estudo da História, utiliza o conceito de húbris para explicar uma possível causa do colapso das civilizações, como variante ativa da nêmesis da criatividade.

## Etimologia
O termo deriva do grego ὕβρις hybris
O adjectivo "híbrido" vem do grego hybris, através do latim hybrida, pois os gregos consideravam o hibridismo, consequente da miscigenação, uma violação das leis naturais.